# Ноноути
Ноноути (англ. Nonouti) — атолл в южной части островов Гилберта в Тихом океане. Расположен в 38 км к северо-западу от атолла Табитеуэа.

## География
Атолл представляет собой совокупность многочисленных островков на северной, восточной и юго-восточной стороне. Единственный кусочек суши, который не затопляется во время приливов, находится в западной части атолла — островок Ноумаланг. Ноноути — третий по площади атолл в архипелаге Гилберта.

## Население
По переписи 2010 года население атолла Ноноути составляет 2683 человек.
| Поселение | Английское название | Население, чел. (2010) | Площадь островов, км² | Плотность, чел./км² |
| --------- | ------------------- | ---------------------- | --------------------- | ------------------- |
| Абамакоро | Abamakoro           | 104                    | 1,85                  | 56,22               |
| Бенуароа  | Benuaroa            | 84                     | 1,08                  | 77,78               |
| Теуабу    | Teuabu              | 269                    | 0,34                  | 791,18              |
| Теманоку  | Temanoku            | 286                    | 1,50                  | 190,67              |
| Ротума    | Rotuma              | 405                    | 5,62                  | 91,99               |
| Аутукиа   | Autukia             | 112                    | 5,62                  | 91,99               |
| Матанг    | Matang              | 537                    | 8,11                  | 151,54              |
| Табоиаки  | Taboiaki            | 692                    | 8,11                  | 151,54              |
| Темоту    | Temotu              | 194                    | 1,38                  | 140,58              |
| Всего     | Total               | 2683                   | 19,88                 | 134,96              |

Единственное правительственное учреждение атолла расположено в деревне Матанг. Бывший президент Кирибати, Иеремиа Табаи, является выходцем с Ноноути. На острове также есть несколько школ, которые преимущественно находятся под контролем протестантской церкви Кирибати. Крупнейшая манеаба Кирибати (сооружение, в котором обсуждаются проблемы острова и справляются праздники) находится в деревне Табоиаки, где была учреждена первая католическая миссия на островах Гилберта в 1880-х годах.